# 雪の華 (アダルトゲーム)
『雪の華』（ゆきのはな）は、スペースプロジェクトのRAPTORブランドより2002年6月7日に発売されたアダルトゲーム。

## 登場人物
橘 征四郎（たちばな せいしろう）
本作の主人公。清水家に仕える下級武士。両親とは死別。
清水 棗（しみず なつめ）
声：飯田空
清水藩主の姫君。生まれつき病弱ではあるが、よく気を遣う性格のため、臣下に親しまれている。幼い頃から征四郎を慕っている。
菊藻（きくも）
声：児玉さとみ
厭世的な生活を送っていたが、訪ねてきた征四郎に因縁を感じ、行動をともにする。
紫苑（しおん）
声：北都南
高名な陰陽師の子孫。
竜胆（りんどう）
声：歌織
山岳民族の娘。村落は、妖狐の覚醒時に壊滅。仲間は全て殺された。生き残った者として、妖孤への復讐を目論み、当てのない旅を続けていた。
鳥総 皐月（とぶさ さつき）
声：白井綾乃
鳥総家の姫君。清水家の主君にあたる家柄。棗とは幼い頃からの知り合い。
あざみ
声：佐藤まこと
騒動の発端となる妖。以前災いを及ぼし、人により封印されていた。
清水 藤次郎（しみず とうじろう）
清水家領主。鳥総家の右腕として活躍。実直な政により民の信奉も厚い。娘の棗が贄とされ、鳥総氏より苦渋の決断を迫られる。
鳥総 山城守実 綱（とぶさ やましろのかみ さねつな）
鳥総家領主。皐月の父。
飯室 景継（いいむろ かげつぐ）
征四郎の同僚の侍。
狩野 平蔵（かのう へいぞう）
あざみによって壊滅した国の武士。
香苗
声：海原エレナ
娘
声：カンザキカナリ

## スタッフ
- プロデュース - 田代雛
- 原作 - 都築真紀
- 原画 - 橋本慎一
- シナリオ - 逢坂丈浩
- 音楽 - Ecnemuse
- 主題歌「雪の華」
  - 歌：倖月美和
- 主題歌「彩華白景」
  - 歌：鳥居花音